# Donald MacBride
Pour les articles homonymes, voir MacBride.
Donald MacBride, né le 23 juin 1889 à Brooklyn (New York) et mort le 21 juin 1957 à Los Angeles en Californie, est un acteur américain de théâtre, de cinéma et de télévision.

## Biographie
Adolescent, Donald MacBride commence sa carrière comme chanteur de vaudeville en 1907 avant de devenir comédien à Broadway. Il est apparu dans près de 140 films entre 1914 et 1955.
MacBride est surtout connu pour son interprétation de détectives dans des films policiers. Il a également joué plusieurs rôles burlesques dans des films avec des comédiens tels que les Marx Brothers.

## Filmographie partielle
- 1916 : Out Ag'in, in Ag'in, de Larry Semon
- 1930 : L'Explorateur en folie (Animal Crackers), de Victor Heerman
- 1932 : The Misleading Lady de Stuart Walker
- 1939 : L'Étonnant M. Williams de Alexander Hall
- 1939 : La grande Farandole (The Story of Vernon and Irene Castle) de H.C. Potter
- 1940 : Le Grand Passage (Northwest Passage), de King Vidor
- 1940 : Hit Parade of 1941 de John H. Auer
- 1940 : Mon épouse favorite (My Favorite Wife), de Garson Kanin
- 1940 : Michael Shayne, Private Detective d'Eugene Forde
- 1941 : La Grande Évasion (High Sierra), de Raoul Walsh
- 1941 : Folie Douce (Love Crazy), de Jack Conway
- 1941 : Le Défunt récalcitrant (Here Comes Mr. Jordan), d'Alexander Hall
- 1941 : Jimmy s'en va-t-en guerre (You're in the Army Now) de Lewis Seiler
- 1941 : Rise and Shine, d'Allan Dwan
- 1942 : Ma sœur est capricieuse (My Sister Eileen), d'Alexander Hall
- 1942 : La Clé de verre (The Glass Key), de Stuart Heisler
- 1942 : Une nuit inoubliable (A Night to Remember), de Richard Wallace
- 1943 : They Got Me Covered de David Butler
- 1943 : La jeunesse s'amuse (Best Foot Forward) d'Edward Buzzell
- 1945 : Penthouse Rhythm d'Edward F. Cline
- 1945 : Doll Face de Lewis Seiler
- 1945 : Un cœur aux enchères (Out of This World)
- 1945 : Épousez-moi, chérie ! (Hold That Blonde!) de George Marshall
- 1946 : Les Tueurs (The Killers), de Robert Siodmak
- 1946 : The Brute Man de Jean Yarbrough
- 1946 : Deux Nigauds dans le manoir hanté (The Time of Their Lives), de Charles Barton
- 1946 : L'Impasse tragique (The Dark Corner), de Henry Hathaway
- 1946 : Blonde Alibi
- 1946 : Deux Nigauds vendeurs (Little Giant), de William A. Seiter
- 1947 : Vive l'amour (Good News), de Charles Walters
- 1947 : Deux Nigauds démobilisés (Buck Privates Come Home), de Charles Barton
- 1947 : L'Œuf et moi (The Egg and I), de Chester Erskine
- 1949 : The Story of Seabiscuit de David Butler
- 1952 : Quand tu me souris (Meet Danny Wilson), de Joseph Pevney
- 1955 : Sept Ans de réflexion (The Seven Year Itch), de Billy Wilder